# ورم أصفر
الورم الأصفر أو الصفرومات (بالإنجليزية: Xanthomas)‏ هي أورام تفاعلية مصفرة تنجم عن تسرب بروتينات المصل الشحمية عبر جدران الأوعية الدموية إلى الجلد، حيث تبتلعها البلاعم مشكلة خلايا رغوية متفجية بغزارة تدعى خلايا توتون العملاقة.

## الورم الأصفر المسطح المنتشر
مناطق مسطحة تماماً من الجلد مصفرة اللون توجد على الجذع.

صفروم مسطح منتشر

## الورم الأصفر الحدبي
تظهر اندفاعاته بشكل متناظر على المرفقين واليدين والقدمين على شكل لويحات مسطحة أو عقيدات صفراء تصل لحجوم كبيرة.

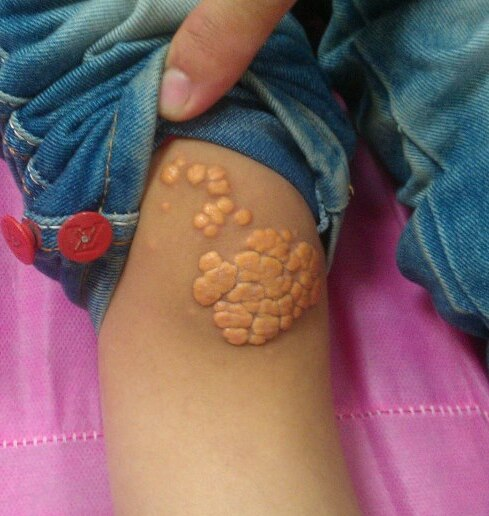
صفروم حدبي

## الورم الأصفر الطفحي
أعداد كبيرة من الأورام الصفراء الحطاطية الطفحية التي تتوضع على المناطق الألوية والسطوح الباسطة للأطراف.

## اللويحات الصفراء الجفنية
لويحات طرية مصفرة على الأجزاء الأنسية من الأجفان ,تشاهد خاصة عند النساء في أواسط العمر تعالج جراحياً أو بالكي الكهربائي.